# 1er septembre en sport
1er août 1er octobre
Chronologies thématiques
- Croisades
- Ferroviaires
- Disney

Le 1er septembre est le 244e jour de l'année (245e en cas d'année bissextile) du calendrier grégorien.

## Événements

### XIXesiècle
- 1886
  - (Omnisports) : fondation du club suisse du Grasshopper-Club Zurich.
- 1890
  - (Baseball) : Brooklyn gagne trois matches de championnat face à Pittsburgh dans la même journée.
- 1892 :
  - (Football) : le club anglais d’Everton FC étrenne son nouveau stade de Goodison Park en accueillant Bolton Wanderers à l’occasion d’un match amical de pré-saison.
  - (Football) : Fondation en Belgique, du FC Liège qui, en 1896, sera le tout premier champion de Belgique de football.
- 1899
  - (Sport automobile) : course automobile Paris-Ostende. Leonce Girardot s’impose sur une Panhard.

### XXesièclede1901à1950
- 1904 :
  - (Football) : inauguration des stades de football du Brentford FC, Griffin Park et du West Ham United FC, Boleyn Ground.
- 1910 :
  - (Football) : inauguration du stade de Cardiff City FC, Ninian Park, à l'occasion d'un match amical contre Aston Villa.
  - (Football) : fondation du club brésilien du SC Corinthians.
- 1920 :
  - (Football) : à Anvers, à l'occasion du tournoi olympique de consolation pour l'attribution des médailles d'argent et de bronze, l'équipe d'Espagne s'impose 2-1 face à l'équipe de Suède.
- 1923 :
  - (Tennis) : les États-Unis remportent la Coupe Davis en s'imposant 4-1 face à l'Australie au West Side Tennis Club de New York.
- 1941 :
  - (Handball) : création de la Fédération française de handball.
- 1947 :
  - (Tennis) : les États-Unis remportent la Coupe Davis en s'imposant 4-1 face à l'Australie au West Side Tennis Club de New York.

### XXesièclede1951à2000
- 1957 :
  - (Football) : à Reykjavik, en match qualificatif pour le Mondial 1958, l'équipe d'Islande s'incline 1-5 face à l'équipe de France.
- 1972 :
  - (Échecs) : Bobby Fischer devient le premier américain champion du monde des échecs en défaisant le soviétique Boris Spassky lors d'une rencontre de 24 parties.
- 1983 :
  - (Athlétisme) : Thierry Vigneron porte le record du monde du saut à la perche à 5,83 mètres.
- 1990 :
  - (Athlétisme) : à Split, le relais français porte le record du monde du relais 4 × 100 mètres à 37 s 79.
- 1991 :
  - (Athlétisme) : à Tokyo, clôture des troisièmes Championnats du monde d'athlétisme.
- 1992 :
  - (Voile) : Laurent Bourgnon et Bruno Peyron gagnent la transatlantique en double entre Québec et Saint-Malo.
- 1994 :
  - (Natation) : à Rome, ouverture des huitièmes Championnats du monde de natation.

### XXIesiècle
- 2001 :
  - (Football) : le Chili domine la France championne d'Europe et du monde en titre, 2 buts à 1, au stade national de Santiago. Ce match a été le dernier pour Iván Zamorano.
- 2002 :
  - (Formule 1) : Grand Prix automobile de Belgique.
- 2016 :
  - (Cyclisme sur route /Tour d'Espagne) : sur la 12e étape du Tour d'Espagne 2016, victoire du Belge Jens Keukeleire et le Colombien Nairo Quintana conserve le maillot de leader.
- 2017 :
  - (Cyclisme sur route /Tour d'Espagne) : sur la 13e étape du Tour d'Espagne 2017, qui relie Coín à Tomares sur une distance de 198,4 kilomètres, victoire de l'Italien Matteo Trentin. Le Britannique Christopher Froome conserve le maillot rouge.
  - (Judo /Mondiaux) : sur la 5e journée des championnats du monde de judo, chez les dames, en -70 kg, victoire de la Japonaise Chizuru Arai et en -78 kg, victoire de la Brésilienne Mayra Aguiar. Chez les hommes, en -90 kg, victoire du Serbe Nemanja Majdov.
- 2018 :
  - (Cyclisme sur route /Tour d'Espagne) : sur la 8e étape du Tour d'Espagne qui relie Linares et Almadén, sur un parcours de 195,5 kilomètres, victoire de l'Espagnol Alejandro Valverde au sprint. Le Français Rudy Molard conserve le maillot rouge.
- 2020 :
  - (Cyclisme sur route /Tour de France) : sur la 4e étape du Tour de France qui se déroule entre Sisteron et la station de ski d'Orcières Merlette, sur une distance de 157 kilomètres, victoire du Slovène Primož Roglič au sprint. Le Français Julian Alaphilippe conserve le Maillot jaune.
- 2021 :
  - (Cyclisme sur route /Tour d'Espagne) : sur la 17e étape du Tour d'Espagne qui se déroule entre Unquera (Val de San Vicente) et les Lacs de Covadonga, sur une distance de 185,8 km, victoire du Slovène Primož Roglič qui reprend le maillot rouge.
  - (Volley-ball /Euro masculin) : début de la 32e édition du Championnat d'Europe masculin de volley-ball qui se déroule en Pologne, en République Tchèque, en Estonie et en Finlande jusqu'au 19 septembre 2021.
- 2022 :
  - (Basket-ball /Euro masculin) : début de la 41e édition du Championnat d'Europe de basket-ball qui se tient jusqu’au 18 septembre 2022 en Allemagne, Italie, Géorgie et Tchéquie.
- 2023 :
  - (Cyclisme sur route /Tour d'Espagne) : sur la 7e étape du Tour d'Espagne qui se déroule entre Utiel et Oliva en Communauté valencienne sur une distance de 188,8 km, victoire du Français Geoffrey Soupe et son compatriote conserve le maillot rouge.
- 2024 :
  - (Cyclisme sur route /Tour d'Espagne) : sur la 15e étape du Tour d'Espagne qui se déroule entre Infiesto et Valgrande-Pajares dans les Asturies, sur une distance de 142 km, victoire de l'Espagnol Pablo Castrillo après une courte échappée. L'Australien Ben O'Connor conserve le Maillot rouge.
  - (Jeux paralympiques d'été /Jeux de Paris) : 4e jour de compétition des Jeux paralympiques.

## Naissances

### XIXesiècle
- 1866 :
  - James J. Corbett, boxeur américain. Champion du monde de boxe poids lourds de 1892 à 1897. († 18 février 1933).
- 1876 :
  - Arthur Andrews, cycliste sur piste américain. Médaillé d'argent du 25 miles et de bronze du 5 miles aux Jeux de Saint-Louis 1904. († 20 mars 1930).
- 1883 :
  - Daniel Kelly, athlète de sauts américain. Médaillé d'argent de la longueur aux Jeux de Londres 1908. († 9 avril 1920).
  - Didier Pitre, hockeyeur sur glace canadien. († 29 juillet 1934).
- 1892 :
  - Adolf Van der Voort Van Zijp, cavalier de concours complet néerlandais. Champion olympique en individuel et par équipes aux Jeux de Paris 1924 puis champion olympique epar équipes aux Jeux d'Amsterdam 1928. († 8 mars 1978).
- 1900 :
  - José Pedro Cea, footballeur puis entraîneur uruguayen. Champion olympique aux Jeux de Paris 1924 et aux Jeux d'Amsterdam 1928. Champion du monde de football 1930. Vainqueur de la Copa América 1923 et 1924. (27 sélections en équipe nationale). Sélectionneur de l'Équipe d'Uruguay de 1941 à 1942. († 8 septembre 1970).

### XXesièclede1901à1950
- 1901 :
  - John Bannerman, joueur de rugby à XV écossais. Vainqueur du Grand Chelem 1925 puis des tournois des Cinq Nations 1927 et 1929. (37 sélections en équipe nationale). († 10 avril 1969).
- 1902 :
  - Louis Destarac, joueur de rugby à XV français. (9 sélections en équipe de France). († 17 septembre 1984).
- 1904 :
  - Johnny Mack Brown, joueur de foot U.S. et acteur américain. († 14 novembre 1974).
- 1906 :
  - Arthur Rowe, footballeur puis entraîneur anglais. († 5 novembre 1993).
- 1915 :
  - Émile Masson, cycliste sur route belge. Vainqueur de la Flèche wallonne 1938, de Paris-Roubaix 1939 et de Bordeaux-Paris 1946. († 2 janvier 2011).
- 1916 :
  - Dorothy Bundy, joueuse de tennis américaine. Victorieuse de l'Open d’Australie 1938. † 23 novembre 2014).
- 1923 :
  - Rocky Marciano, boxeur américain. Champion du monde de boxe poids lourds de 1952 à 1956. († 31 août 1969).
- 1926 :
  - Antoine Abenoza, footballeur espagnol. († 26 juin 1953).
- 1939 :
  - Heinrich Messner, skieur alpin autrichien. Médaillé de bronze du géant aux Jeux de Grenoble 1968 puis de la descente aux Jeux de Sapporo 1972. († 18 octobre 2023).
- 1940 :
  - Franco Bitossi, cycliste sur route italien. Vainqueur du Tour de Suisse 1965, des Tours de Lombardie 1967 et 1970, puis du Tour de Catalogne 1970.
  - Stanislav Stepashkin, boxeur soviétique puis russe. Champion olympique des -57 kg aux Jeux de Tokyo 1964. († 4 septembre 2013).
- 1941 :
  - Graeme Langlands, joueur de rugby à XIII puis entraîneur australien. (34 sélections en équipe nationale). († 20 janvier 2018).

### XXesièclede1951à2000
- 1952 :
  - Abel, footballeur puis entraîneur brésilien. (5 sélections en équipe nationale).
- 1956 :
  - Vinnie Johnson, basketteur américain.
- 1957 :
  - Duško Ivanović, basketteur et ensuite entraîneur yougoslave puis monténégrin. Vainqueur des Euroligues 1989 et 1990 puis de la Coupe Korać 2000.
- 1959 :
  - Mike Duxbury, footballeur anglais. (10 sélections en équipe nationale).
- 1960 :
  - Alan Haworth, hockeyeur sur glace canadien.
- 1961 :
  - Marina Logvinenko, tireuse sportive soviétique puis russe. Médaillée de bronze du pistolet à air comprimé à 10m aux Jeux de Séoul 1988, championne olympique du pistolet à air comprimé à 10m et du pistolet sportif 25m aux Jeux de Barcelone 1992 puis médaillée d'argent du pistolet à air comprimé à 10m et de bronze du pistolet sportif 25m aux Jeux d'Atlanta 1996. Championne du monde de tir du pistolet à air comprimé à 10m 1982 et 1985, du pistolet sportif 25m 1986 et 1990 puis du pistolet à air comprimé à 10m 1991.
- 1962 :
  - Tony Cascarino, footballeur irlandais. (88 sélections en équipe nationale).
  - Ruud Gullit, footballeur puis entraîneur et ensuite consultant TV néerlandais. Champion d'Europe de football 1988. Vainqueur des Coupes des clubs champions 1989 et 1990. (66 sélections en équipe nationale).
- 1964 :
  - Brian Bellows, hockeyeur sur glace canadien.
  - Glauco Solieri, pilote de courses automobile italien.
  - Fabio Vullo, volleyeur italien. Vainqueur de la Coupe de la CEV 1984. (139 sélections en équipe nationale).
- 1966 :
  - Bruno Génésio, footballeur puis entraîneur français.
  - Tim Hardaway, basketteur américain. Champion olympique aux Jeux de Sydney 2000. (18 sélections en équipe nationale).
- 1968 :
  - Simon Geoghegan, joueur de rugby à XV irlandais. (37 sélections en équipe nationale).
  - Franck Lagorce, pilote de courses automobile français.
  - Patrick Sylvestre, footballeur suisse. (11 sélections en équipe nationale).
- 1969 :
  - Henning Berg, footballeur puis entraîneur norvégien. Vainqueur de la Ligue des champions 1999. (100 sélections en équipe nationale).
- 1970 :
  - Hiroya Saitō, sauteur à ski japonais. Champion olympique par équipes aux Jeux de Nagano 1998.
- 1971 :
  - Hakan Şükür, footballeur turc. Vainqueur de la Coupe UEFA 2000. (112 sélections en équipe nationale).
  - Ivan Trevejo, épéiste cubain puis français. Médaillé d'argent à l'épée individuel aux Jeux d'Atlanta 1996 puis médaillé de bronze à l'épée par équipes aux Jeux d'Atlanta 2000. Champion du monde d'escrime à l'épée par équipes 1997.
  - Byron Wilson, basketteur américano-argentin.
- 1972 :
  - Josh Davis, nageur américain. Champion olympique des relais 4 × 100 m et du 4 × 200 m nage libre puis du relais 4 × 100 m 4 nages aux Jeux d'Atlanta 1996 ainsi que médaillé d'argent des relais 4 × 100 m et du 4 × 200 m nage libre aux Jeux de Sydney 2000. Champion du monde de natation du relais 4 × 100 m nage libre 1994.
- 1973 :
  - Simon Shaw, joueur de rugby à XV anglais. Champion du monde de rugby à XV 2003. Vainqueur du Grand Chelem 2003 et des Tournois des Six Nations 2000, 2001 et 2011, des Coupe d'Europe de rugby à XV 2004 et 2007 puis du Challenge européen 2003. (71 sélections en équipe nationale).
  - Zach Thomas, joueur de foot U.S. américain.
- 1974 :
  - Jason Taylor, joueur de foot U.S. américain.
- 1975 :
  - Bénédicte Fombonne, basketteuse française.
  - Cuttino Mobley, basketteur américain.
  - Martyn Williams, joueur de rugby à XV gallois. Vainqueur des Grand Chelem 2005 et 2008. (104 sélections en équipe nationale).
- 1976 :
  - Marcos Ambrose, pilote de courses automobile australien.
  - Anwar Boudjakdji, footballeur algérien. Vainqueur de la Ligue des champions arabes 1998. (12 sélections en équipe nationale).
  - Takashi Fukunishi, footballeur japonais. Champion d’Asie de Football 2004. Vainqueur de la Coupe d'Asie des clubs champions 1999. (64 sélections en équipe nationale).
  - Erik Morales, boxeur mexicain. Champion du monde poids super-coqs de boxe de 1997 à 2000, poids plumes 2001 à 2003, poids super-plumes en 2004 et poids super-légers de 2011 à 2012.
  - Mélanie Suchet, skieuse alpine française.
  - Tom Tierney, joueur de rugby à XV irlandais. (8 sélections en équipe nationale).
- 1977 :
  - David Albelda, footballeur espagnol. Médaillé d'argent aux Jeux de Sydney 2000. Vainqueur de la Coupe UEFA 2004. (51 sélections en équipe nationale).
  - Bertrand Delesne, navigateur français.
  - Vincent Montméat, volleyeur français. (170 sélections en équipe de France).
- 1978 :
  - Max Vieri, footballeur italo-australien. (6 sélections avec l'Équipe d'Australie).
- 1980 : 
  - Shogo Akada, joueur de baseball japonais.
- 1981 :
  - Clinton Portis, joueur de foot U.S. américain.
- 1982 :
  - Jeffrey Buttle, patineur artistique messieurs canadien. Médaillé de bronze aux Jeux de Turin 2006. Champion du monde de patinage artistique 2008
  - Ryan Gomes, basketteur américain.
- 1983 :
  - Iva Perovanović, basketteuse monténégrine.
  - José Antonio Reyes, footballeur espagnol. Vainqueur des Ligue Europa 2010, 2014, 2015 et 2016. (21 sélections en équipe nationale). († 1er juin 2019).
- 1984 :
  - Mickaël Cerielo, footballeur français.
- 1986 :
  - Gaël Monfils, joueur de tennis français.
  - Julien Rey, joueur de rugby à XV français. (2 sélections en équipe de France).
  - Matthias Walkner, pilote de motocross et de rallye-raid autrichien. Champion du monde de motocross MX3 2012. Vainqueur du Rallye Dakar 2018.
- 1987 :
  - Mats Zuccarello, hockeyeur sur glace norvégien.
- 1988 :
  - Aron Rafn Eðvarðsson, handballeur islandais. (74 sélections en équipe nationale).
  - Gergő Lovrencsics, footballeur hongrois. (22 sélections en équipe nationale).
- 1989 :
  - Illia Chynkevitch, hockeyeur sur glace biélorusse. (92 sélections en équipe nationale).
  - Gustav Nyquist, hockeyeur sur glace suédois. Médaillé d'argent aux Jeux de Sotchi 2014.Champion du monde de hockey sur glace 2018.
  - Daniel Sturridge, footballeur anglais. Vainqueur de la Ligue des champions 2012. (26 sélections en équipe nationale).
- 1990 :
  - Francesco Manuel Bongiorno, cycliste sur route italien. Vainqueur du Tour d'Albanie 2017.
  - Guélor Kanga, footballeur gabonais. (60 sélections en équipe nationale).
  - Federico Pellegrino, fondeur italien. Médaillé d'argent du sprint classique aux Jeux de Pyeongchang 2018. Champion du monde de ski de fond du sprint libre 2017.
- 1992 :
  - Kirani James, athlète de sprint grenadien. Champion olympique du 400 m aux Jeux de Londres 2012, médaillé d'argent du 400 m aux Jeux de Rio 2016 puis de bronze aux Jeux de Tokyo 2020. Champion du monde d'athlétisme du 400 m 2011.
  - Mehdhi-Selim Khelifi, fondeur algérien.
  - Coralie Lassource, handballeuse française. Championne olympique aux Jeux de Tokyo 2020 puis médaillée d'argent aux Jeux de Paris 2024. Médaillée d'argent au Mondial 2021 et championne du monde 2023. Médaillée d'argent à l'Euro 2020. (55 sélections en équipe de France).
  - Teaonui Tehau, footballeur franco-tahitien. Champion d'Océanie de football 2012.
- 1993 :
  - Jan Kliment, footballeur tchèquo-slovaque. (5 sélections avec l'équipe de Tchéquie).
  - Mario Lemina, footballeur franco-gabonais. (32 sélections avec l'équipe du Gabon).
  - Leonhard Pföderl, hockeyeur sur glace allemand. Médaillé d'argent aux Jeux de Pyeongchang 2018. (56 sélections en équipe nationale).
  - Sergio Rico, footballeur espagnol. Vainqueur des Ligues Europa 2015 et 2016. (1 sélection en équipe nationale).
- 1994 :
  - Margarita Gasparyan, joueuse de tennis russe.
  - Kento Momota, joueur de badminton japonais. Champion du monde de badminton par équipes 2014 puis en individuel 2018 et 2019.
  - Carlos Sainz Jr., pilote de F1 espagnol.
  - Oliviero Troia, cycliste sur route italien.
- 1995 :
  - Munir El Haddadi, footballeur hispano-marocain. (1 sélection avec l'équipe d'Espagne et 11 avec celle du Maroc).
  - Nathan MacKinnon, hockeyeur sur glace canadien. Champion du monde de hockey sur glace 2015. (28 sélections en équipe nationale).
- 1996 :
  - Itana Grbić, handballeuse monténégrine. (103 sélections en équipe nationale).
  - Rewan Refaei, taekwondoïste égyptienne. Championne d'Afrique de taekwondo des -62 kg 2018.
  - Althea Reinhardt, handballeuse danoise. (120 sélections en équipe nationale).
  - Nina Stojiljkovic, volleyeuse franco-serbe. (121 sélections avec l'équipe de France).
- 1997 :
  - Yao Wei, footballeuse chinoise. (33 sélections en équipe nationale).
- 1998 :
  - Josh Okogie, basketteur américano-nigérian.
- 2000 :
  - Anatole Facon, skipper français.

### XXIesiècle
- 2001 :
  - Althéa Laurin, taekwondoïste française. Médaillée de bronze des -67kg aux Jeux de Tokyo 2020. médaillée de bronze des +67kg aux CE de taekwondo 2019 et championne d'Europe des +67kg de 2020.
- 2002 :
  - Diane Parry, joueuse de tennis française.
  - Illya Zabarnyi, footballeur ukrainien. (39 sélections en équipe nationale).
- 2003 :
  - Michal Černák, footballeur tchèque.

## Décès

### XXesièclede1901à1950
- 1942 :
  - James Juvenal, 68 ans, rameur américain. Champion olympique du huit aux Jeux de Paris 1900 puis médaillé d'argent du skiff aux Jeux de Saint-Louis 1904. (° 12 janvier 1874).
- 1949 :
  - Teddy Morgan, 69 ans, joueur de rugby à XV gallois. Vainqueur des tournois britanniques de rugby à XV 1902, 1905 et 1906. (16 sélections en équipe nationale). (° 22 mai 1880).

### XXesièclede1951à2000
- 1983 :
  - Gilbert Ravanel, 83 ans, skieur de nordique, fondeur et sauteur à ski français. (° 27 avril 1900).
- 1985 :
  - Stefan Bellof, 27 ans, pilote de F1 allemand. (° 20 novembre 1957).
- 1989 :
  - Kazimierz Deyna, 41 ans, footballeur polonais. Champion olympique aux Jeux de Munich 1972 et médaillé d'argent aux Jeux de Montréal. (85 sélections en équipe nationale). (° 23 octobre 1947).
  - A. Bartlett Giamatti, 51 ans, dirigeant de baseball américain. Président de la Ligue nationale et commissaire de la Ligue majeure de baseball. (° 4 avril 1938).
- 1997 :
  - Zoltán Czibor, 68 ans, footballeur hongrois. Champion olympique aux Jeux d'Helsinki 1952. Vainqueur de la Coupe de l'UEFA 1960. (43 sélections en équipe nationale). (° 23 août 1929).

### XXIesiècle
- 2007 :
  - Viliam Schrojf, 76 ans, footballeur tchécoslovaque puis slovaque. (39 sélections avec l'Équipe de Tchécoslovaquie). (° 2 août 1931).